# Jon Cypher
Jon Cypher, właśc. John Herbert Cypher (ur. 13 stycznia 1932 w Nowym Jorku) – amerykański aktor i piosenkarz.
Odtwórca roli szefa policji Fletchera Danielsa w serialu kryminalnym NBC Posterunek przy Hill Street (1981–1987).

## Życiorys
Urodził się w Nowym Jorku, gdzie ukończył Erasmus Hall High School (1949) i Brooklyn College (1953). Uzyskała później tytuł magistra w zakresie poradnictwa małżeńskiego i rodzinnego na Uniwersytecie Vermontu.
W 1957 debiutował na ekranie w roli księcia Christophera w musicalu CBS Kopciuszek autorstwa Richarda Rodgersa i Oscara Hammersteina II w reżyserii Ralpha Nelsona u boku  Julie Andrews. Zadebiutował na kinowym ekranie w roli złoczyńcy Franka Tannera w westernie Valdez przybywa (1971). Podłożył głos komiksowego złoczyńcy Spellbindera w serialu animowanym Batman przyszłości (1999–2000). Prowadził aktywną karierę teatralną, występując zarówno w musicalach, jak i sztukach teatralnych.

## Filmografia

### Filmy
- 1971: Valdez przybywa jako Frank Tanner
- 1987: Władcy wszechświata jako Duncan / Man-At-Arms
- 1990: Samozapłon jako dr Marsh

### Seriale
- 1972: Mission: Impossible jako Art Stafford
- 1972: Mannix jako Wallace Hunter / Phillip Lomax
- 1972: Bonanza jako pułkownik Cody Ransom
- 1976: Barnaby Jones jako Frank Dunlap
- 1977: Sierżant Anderson jako Skip Arnold
- 1978–79: As the World Turns jako dr Alexander Keith
- 1979: Statek miłości jako Russell Evans
- 1981: Szpital miejski jako Max Van Stadt
- 1981–1987: Posterunek przy Hill Street jako szef Fletcher Daniels
- 1982: Największy amerykański bohater jako Richard Beller
- 1982: Dallas
- 1982–1983: Knots Landing jako Jeff Munson
- 1983: Nieustraszony jako George Atherton
- 1983–1987: Dynastia jako Dirk E. Maurier
- 1986: Napisała: Morderstwo jako obrońca z wyboru Max Flynn
- 1987: Detektyw Hunter jako Alan Shadwell
- 1988: Santa Barbara jako dr Arthur Donnelly
- 1989: Napisała: Morderstwo jako Nathan Swarthmore
- 1990–1993: Tata major jako generał Marcus C. Craig
- 1993: Napisała: Morderstwo jako kapitan Rory O’Neil
- 1994: RoboCop jako generał Eugene Omar
- 1995: Prawo i porządek jako Jerome Kamen
- 1995: Prawo Burke’a jako Ben Fletcher
- 1996: Doktor Quinn jako Preston A. Lodge II
- 1997: Portret zabójcy jako sędzia Neil MacGruder
- 1997: Pinky i Mózg jako administrator (głos)
- 1998: JAG jako Frank Burnett
- 1999: Strażnik Teksasu jako Waylon Cox
- 1999–2000: Batman przyszłości jako Ira Billings / Spellbinder (głos)
- 2000: Kochanie, zmniejszyłem dzieciaki jako
- 2000: Prawo i porządek jako Harlan Graham